# Lễ hội

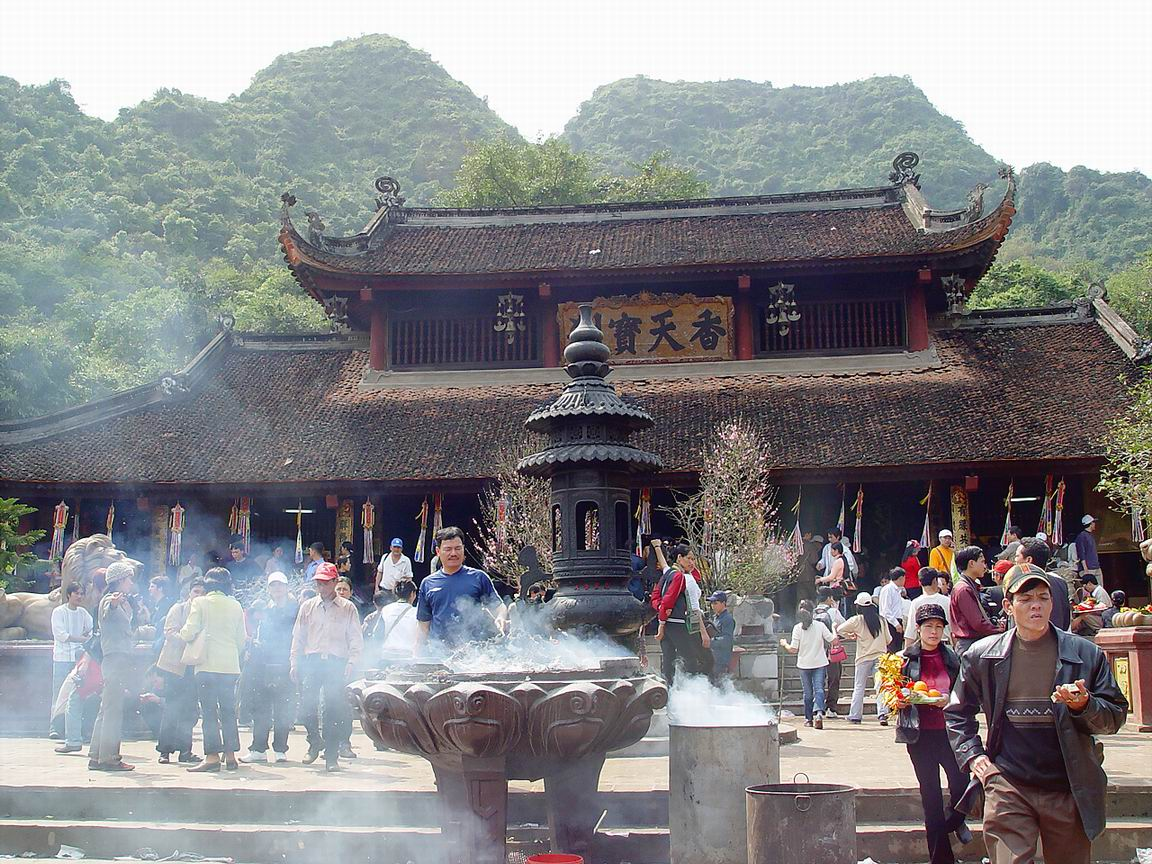
Lễ hội chùa Hương ở Việt Nam.

Lễ hội là một sự kiện văn hóa được tổ chức mang tính cộng đồng. "Lễ" là hệ thống những hành vi, động tác nhằm biểu hiện sự tôn kính của con người với thần linh, phản ánh những ước mơ chính đáng của con người trước cuộc sống mà bản thân họ chưa có khả năng thực hiện. "Hội" là sinh hoạt văn hóa, tôn giáo, nghệ thuật của cộng đồng, xuất phát từ nhu cầu cuộc sống.
Lễ hội là hoạt động tập thể và thường có liên quan đến tín ngưỡng, tôn giáo. Con người xưa kia rất tin vào trời đất, thần linh. Các lễ hội cổ truyền phản ánh hiện tượng đó. Tôn giáo rất có ảnh hưởng tới lễ hội. Tôn giáo thông qua lễ hội để phô trương thanh thế, lễ hội nhờ có tôn giáo để thần linh hóa những thứ trần tục. Nhưng trải qua thời gian, trong nhiều lễ hội, tính tôn giáo dần giảm bớt và chỉ còn mang nặng tính văn hóa.
Theo thống kê năm 2009, hiện cả nước Việt Nam có 7.966 lễ hội; trong đó có 7.039 lễ hội dân gian (chiếm 88,36%), 332 lễ hội lịch sử (chiếm 4,16%), 544 lễ hội tôn giáo (chiếm 6,28%), 10 lễ hội du nhập từ nước ngoài (chiếm 0,12%), còn lại là lễ hội khác (chiếm 0,5%).
|  |  |  |  |